# Agência de Pesquisa da Internet
A Agência de Pesquisa da Internet (IRA; Russo: Агентство интернет-исследований), também conhecida como Glavset e conhecida na gíria russa da Internet como os Trolls de Olgino, é uma organização russa envolvida em operações de influência on-line para difundir propaganda na Internet de acordo com interesses comerciais e políticos da Rússia.
O IRA, com sede em São Petersburgo, conduziu guerra política online em nome do governo russo. A agência utilizou contas falsas nas principais redes sociais, fóruns de discussão, jornais online e serviços de hospedagem de vídeos para promover a propaganda do Kremlin e dos seus aliados na politica interna e externa de diversos paises. O IRA publica postagens massivas para:
- elogiar Vladimir Putin e sua política na Ucrânia (crise da Crimeia e guerra de Donbass);[3]
- criticar o principal oponente de Putin, Alexei Navalny, e a oposição russa em geral;[4]
- defender Bashar al-Assad e a intervenção militar da Rússia na Síria;[5]
- apoiar o ex-Presidente dos Estados Unidos Donald Trump, infiltrando-se e manipulando as comunidades afro-americanas, latino-americanas, LGBT, muçulmanas e de supremacia branca nas redes sociais em benefício de Trump;[6][7]
- manipular a opinião pública britânica em favor do Brexit[8] e espalhar rumores de fraude eleitoral durante o referendo da independência escocesa de 2014;[9]
- apoiar o primeiro-ministro israelense Benjamin Netanyahu;[10]
- denegrir o Presidente da República Francesa Emmanuel Macron e a presença francesa na África;[11][12]
- criar ou amplificar boatos e teorias da conspiração como QAnon[13]  ou relacionados à vacinas, chemtrails, eventos paranormais, alienigenas, agenda globalista, entre outros.